# Atractus cerberus
Atractus cerberus – gatunek węża z rodziny połozowatych (Colubridae), występujący w północno-zachodniej Ameryce Południowej. Jest endemitem Ekwadoru.

## Systematyka
Gatunek ten opisali w 2017 roku naukowcy z Ekwadoru (Alejandro Arteaga, Jorge H. Valencia, Diego F. Cisneros-Heredia, Nicolás Peñafiel, Carolina Reyes-Puig, José L. Vieira-Fernandes, Juan M. Guayasamini) i Brazylii (Konrad Mebert). Autorzy nadali wężowi nazwę Atractus cerberus, a jako miejsce typowe podali Pacoche w prowincji Manabí. Holotyp oznaczony (MZUTI 4330) znajduje się w Museo de Zoología, Universidad Tecnológica Indoamérica, Quito.

## Występowanie
Gatunek ten jest znany tylko z jednej lokalizacji, gdzie znaleziono 2 okazy (Pacoche w prowincji Manabí) na wysokości od 280 m n.p.m. do 324 m n.p.m., w odległości około 3 km od brzegu oceanu. Jego obszar występowania jest szacowany przez odkrywców tylko na 50 km².

## Morfologia
Jest to średniej wielkości wąż o małej głowie, której szerokość jest podobna do szerokości szyi, małych oczach, tęczówkach w kolorze karminowym i czarnych źrenicach. Górna część ciała jest brązowa z pięcioma słabo widocznymi podłużnymi liniami w kolorze od ciemnobrązowych do czarnych. Nie są one ciągłe na całej długości ciała. Głowa jest nieco ciemniejsza. Powierzchnie brzuszne są żółtawo-kremowe z brązowymi plamkami, które są bardziej gęste w części ogonowej. Ogon brązowy. Wymiary:
|                    | Samiec  |
| ------------------ | ------- |
| Długość SVL (mm)   | 212–309 |
| Długość ogona (mm) | 23–36   |
| Łuski brzuszne     | 152–157 |
| Tarczki podogonowe | 25–26   |

## Status
W Czerwonej księdze gatunków zagrożonych IUCN Atractus cerberus nie jest jeszcze klasyfikowany. Jednak jego odkrywcy uważają go za gatunek krytycznie zagrożony (CR, ang. critically endangered).